# Magick Fire Music
Magick Fire Music — второй мини-альбом американской рок-группы Virgin Steele, вышедший в 2000 году на лейбле Noise Records в поддержку готовившегося к выходу студийного альбома The House of Atreus Act II.

## Список композиций
| №  | Название                                          | Длительность |
| -- | ------------------------------------------------- | ------------ |
| 1. | «Wings of Vengeance»                              | 5:12         |
| 2. | «Flames of thy Power (From Blood They Rise)»      | 5:38         |
| 3. | «Prometheus the Fallen One (Savage-Unbound Mix)»  | 7:48         |
| 4. | «Gates of Kings (New-Alternate/Acoustic Version)» | 6:35         |
| 5. | «Agamemnon's Last Hour (Silver Sided Death)»      | 1:15         |
| 6. | «Great Sword of Flame (Psycho-Rough Mix)»         | 4:32         |

## Участники записи
- Дэвид Де Фейс — вокал, клавишные, синтезаторный бас
- Эдвард Пурсино — гитара, бас-гитара
- Фрэнк Гилкрист — ударные